# فرانکلین الکتریک
فرانکلین الکتریک (انگلیسی: Franklin Electric) شرکت تولید صنعتی آمریکایی است، که در سال ۱۹۴۴ تأسیس شد.